# Hroziv, Ostroh
Hroziv (în ucraineană Грозів) este un sat în comuna Hremeace din raionul Ostroh, regiunea Rivne, Ucraina.

## Demografie
Componența lingvistică a localității Hroziv
     Ucraineană (98,93%)
     Alte limbi (0,47%)
Conform recensământului din 2001, majoritatea populației localității Hroziv era vorbitoare de ucraineană (98,93%), existând în minoritate și vorbitori de alte limbi.